# Бакшеево (Вологодская область)
Бакшеево — деревня в Великоустюгском районе Вологодской области.
Входит в состав Верхнешарденгского сельского поселения, с точки зрения административно-территориального деления — в Верхнешарденгский сельсовет.
Расстояние по автодороге до районного центра Великого Устюга — 50,5 км, до центра муниципального образования Верхней Шарденьги — 4 км. Ближайшие населённые пункты — Липовка, Мурдинская, Антипово, Ребцово.
По данным переписи в 2002 году постоянного населения не было.